# Clet-Marie Chiron
Clet Marie Chiron est un homme politique français né le 13 novembre 1760 à Pontrieux (Côtes-d'Armor) et mort le 26 janvier 1823.

## Biographie
Avocat, il devient juge sous la Révolution, commissaire du gouvernement puis président du tribunal de Brest. Il est député du Finistère de 1805 à 1815.

## Sources
- « Clet-Marie Chiron », dans Adolphe Robert et Gaston Cougny, Dictionnaire des parlementaires français, Edgar Bourloton, 1889-1891 [détail de l’édition]